# ヴィッラ・グアルディア
ヴィッラ・グアルディア（伊: Villa Guardia）は、イタリア共和国ロンバルディア州コモ県にある、人口約7,900人の基礎自治体（コムーネ）。

## 地理

### 位置・広がり
コモ県南西部のコムーネ。県都コモから南西へ7km、ヴァレーゼから東南東へ16km、州都ミラノから北北西へ36kmの距離にある。

#### 隣接コムーネ
隣接するコムーネは以下の通り。
- ブルガログラッソ
- カッシーナ・リッツァルディ
- コルヴェルデ
- グランダーテ
- ルイザーゴ
- ルラーテ・カッチーヴィオ
- モンターノ・ルチーノ

### 地震分類
イタリアの地震リスク階級 (it) では、4 に分類される
。

## 行政

### 分離集落
ヴィッラ・グアルディアには、以下の分離集落（フラツィオーネ）がある。
- Brugo, Civello, Maccio, Masano, Mosino, Sordello, San Vittore, Mazzee, Meraccio, Macciasca, Chiavette, Isolati di Maccio